# 新沃多拉哈

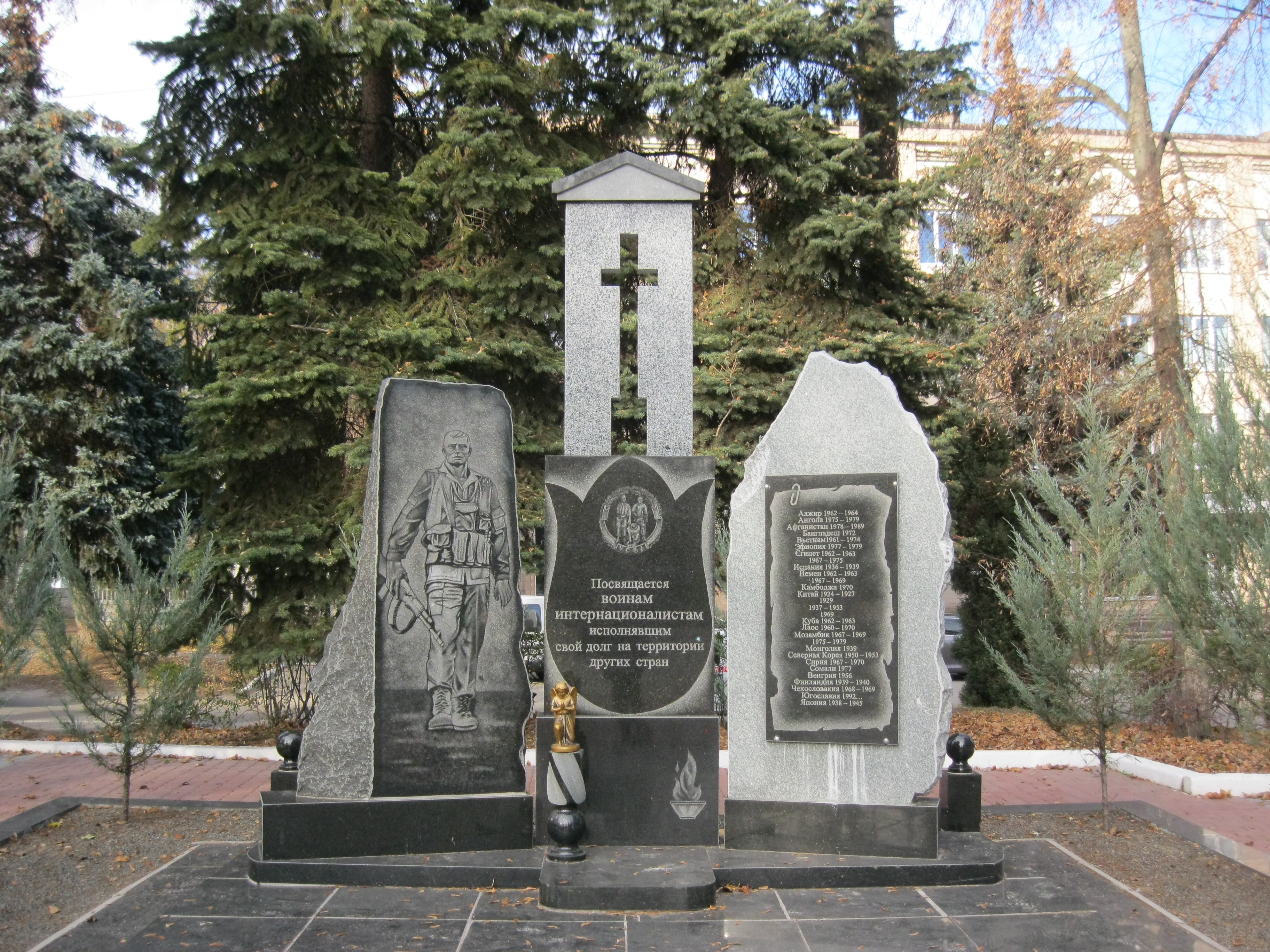
阿富汗战士纪念碑

新沃多拉哈（烏克蘭語：Нова Водолага），或按俄语读音译为新沃多拉加，是烏克蘭東部哈爾科夫州哈爾科夫區新沃多拉哈市镇内的市級鎮及其行政中心。始建於1675年，面積10.68平方公里，2001年人口13,538，人口密度每平方公里1,267.60人。